# SISTUS RECORDS
SISTUS RECORDS（シスタス レコーズ）は、日本のレコードレーベルである。

## 概要
メジャーレーベルのレコード会社であるジェネオン・ユニバーサル・エンターテイメントジャパン（当時ジェネオン エンタテインメント）と、アーティストマネジメントプロダクションであるレインボーエンタテインメントが2006年1月に設立したメジャーレーベル。
「SISTUS」とは、花言葉で「人気」という意味を持つ「CISTUS」（ゴジアオイのこと）と、新人の女性アーティスト専用のレーベルということで「SISTER」を合わせた造語である。
テレビスポットの最後には同レーベルのサウンドロゴが流れる。

## 所属アーティスト
- 樹海
- Aimmy
- ユンナ

## かつて所属していたアーティスト
- タイナカサチ